# Veszprém
Veszprém este un oraș în Ungaria. Este reședința județului Veszprém și unul dintre cele 23 orașe cu statut special ale țării.

## Așezare geografică
Veszprém este situat la aproximativ 15 km nord de Lacul Balaton. Localitatea se află pe malurile râului Séd, la aproximativ 110 km de Budapesta (via autostrada M7 și drumul național 8).

## Demografie
Componența etnică a municipiului Veszprém
     Maghiari (94,22%)
     Germani (2,66%)
     Necunoscut (1,34%)
     Alții (1,79%)
Componența confesională a municipiului Veszprém
     Romano-catolici (42,43%)
     Fără religie (20,1%)
     Reformați (7,67%)
     Luterani (2,34%)
     Atei (2,31%)
     Necunoscută (24,7%)
     Alte religii (1,92%)
Conform recensământului din 2011, orașul Veszprém avea 56.624 de locuitori. Din punct de vedere etnic, majoritatea locuitorilor (94,22%) erau maghiari, cu o minoritate de germani (2,66%). Apartenența etnică nu este cunoscută în cazul a 1,34% din locuitori. Nu există o religie majoritară, locuitorii fiind romano-catolici (42,43%), persoane fără religie (20,1%), reformați (7,67%), luterani (2,34%) și atei (2,31%). Pentru 24,7% din locuitori nu este cunoscută apartenența confesională.

## Istorie
Conform legendei locale, Veszprém a luat ființă pe șapte dealuri: Várhegy (Dealul Castelului), Benedek-hegy (Dealul Sf. Benedict), Jeruzsálem-hegy (Dealul Ierusalimului), Temetőhegy (Dealul cimitirului), Gulyadomb (Dealul Ciurdei), Kálvária-domb (Dealul Calvariei), și Cserhát.
Anonymus scria că la venirea ungurilor, castelul era deja construit. Se pare că era o fortăreață a francilor din secolul al IX-lea. Castelele Veszprém, Esztergom și Székesfehérvár sunt cele mai vechi castele din zidărie de piatră construite în timpul principelui Géza al Ungariei.
Numele provine de la cuvântul slav Bezprym, care inițial denomina persoane. Ján Kollár i-a derivat numele de la Ves Perunova – „Satul lui Perun” – și menționează și denumirea germană Weiss-Brunn – „fântâna albă”. Orașul a fost denumit fie după o căpetenie locală, fie după fiul prințesei Judith (sora mai mare a Sf. Ștefan de Ungaria), care s-a stabilit aici după ce soțul ei, Boleslav I al Poloniei, a expulzat-o împreună cu fiul ei.

## Religie
Veszprém a avut un rol religios important în timpul luptelor pentru creștinarea maghiarilor. Regele Ștefan I al Ungariei a înfrânt armatele principalului său oponent Koppány în vecinătatea Veszprémului și a întemeiat Dieceza de Veszprém în anul 1009, susținând financiar construcția Catedralei Sfântul Mihail.